# Hans Scholl (Theologe)
Hans Scholl  (* 1. Juli 1931 in Biel) ist ein Schweizer evangelischer Theologe.

## Leben
Hans Scholl wurde 1958 an der Universität Bern zum Dr. theol. promoviert und habilitierte sich 1973 in Basel. Bis 1979 war er Pfarrer im Berner Seeland; von 1980 bis 1995 lehrte er als Professor für Kirchengeschichte an der Kirchlichen Hochschule Wuppertal.

## Schriften (Auswahl)
- Der Dienst des Gebetes nach Johannes Calvin. Zürich 1969, OCLC 1056620399.
- Calvinus catholicus. Die katholische Calvinforschung im 20. Jahrhundert. Freiburg im Breisgau 1974, ISBN 3-451-16929-0.
- Reformation und Politik. Politische Ethik bei Luther, Calvin und den Frühhugenotten. Stuttgart 1976, ISBN 3-17-001962-7.
- Verantwortlich und frei. Studien zu Zwingli und Calvin, zum Pfarrerbild und zur Israeltheologie der Reformation. Zürich 2006, ISBN 3-290-17403-4.